# The Making of Bob Mason's Wife
The Making of Bob Mason's Wife è un cortometraggio muto del 1917 diretto da Burton L. King. Sceneggiato da Marie W. Fellner e prodotto dalla Selig Polyscope Company, il film aveva come interpreti Robyn Adair, Ed Brady, Virginia Kirtley.

## Trama
Avendo portato il bestiame in città, Bob Mason vi incontra e si innamora di Kittie, una bella ragazza. I due si sposano e tornano insieme al ranch. Dopo qualche tempo, però, la sposina comincia ad annoiarsi della vita della fattoria e si lascia tentare dal corteggiamento di Jack Duncan. I due stanno per scappare insieme, ma il marito, furioso, dopo avere picchiato quasi a morte il rivale, riporta a casa la moglie. Lei è ancora innamorata di lui ma con il passare del tempo pensa di averne perso l'amore. Intanto Duncan, che vuole vendicarsi, progetta con Pedro, un bandito, di rapire Kittie. Una notte, si introducano nella casa dei Mason, ma Kittie li affronta con la pistola spianata in attesa dei soccorsi. Viene salvata e Bob si ricrede sulla moglie di cui ora riconosce l'amore e la fedeltà.

## Produzione
Il film fu prodotto dalla Selig Polyscope Company.

## Distribuzione
Distribuito dalla General Film Company, il film - un cortometraggio in una bobina - uscì nelle sale cinematografiche statunitensi il 13 gennaio 1917.